# Gnophomyia orientalis
Gnophomyia orientalis is een tweevleugelige uit de familie steltmuggen (Limoniidae). De soort komt voor in het Oriëntaals gebied.